# Shinjitai
Shinjitai (escrito con Shinjitai: 新字体, escrito con Kyūjitai: 新字體, "forma de nuevos caracteres") son las formas de kanji usados en Japón desde la promulgación de la lista Tōyō kanji en 1946. Algunas de las nuevas formas encontradas en el Shinjitai también se encuentran en el chino simplificado, pero el Shinjitai no es un cambio extensivo en todos los kanji y sólo se aplicó a un pequeño grupo, a diferencia del chino simplificado.
El Shinjitai fue creado para simplificar el complicado Kyūjitai ("forma de viejos caracteres"), los kanji sin simplificar, que son equivalentes a los caracteres del chino tradicional, llamados seiji (正字, caracteres correctos o adecuados) pasaron por un proceso (muy similar al chino simplificado) reemplazando el tsuruki (旁, parte derecha del kanji) indicando la lectura on'yomi con otro carácter de la misma lectura on'yomi pero con menos trazos, o reemplazando una sección complicada de un carácter con un símbolo más simple.
Tiene su origen en una tendencia de largo plazo a la simplificación de la lengua japonesa. Si tras la apertura Meiji ya se inició una simplificación gramatical, las autoridades de ocupación tras la Segunda Guerra Mundial consideraron que era necesario también reducir el esfuerzo dedicado a los ideogramas o kanjis. Para ello, tomaron tres medidas decisivas: reducir los trazos, limitar los ideogramas de aprendizaje obligatorio (quedaron en los llamados tōyō kanji, apenas 1.850) e impulsar y simplificar los vocabularios silábicos: el hiragana para las palabras japonesas y el katakana para las de origen occidental.

## Reformas adicionales
Esas medidas acarrearon reformas adicionales, por lo que hubo algunas otras simplificaciones posteriormente, aunque ya no ha habido cambios desde la promulgación de la lista Jōyō kanji en 1981.
En el caso de los nombres propios, al quedar muchos de ellos sin forma oficial de escritura, en 1981 se aprobó una nueva lista de 1.945 kanjis de uso cotidiano para nombres, que en 2010 se amplió a 2.136. Otras palabras han debido ser modificadas por haberse suprimido alguno de los ideogramas que la componían, pero nuevamente se han desencadenado cambios adicionales, pues la lista con el kakikae —las nuevas combinaciones de kanjis para actualizar las antiguas palabras— ha generado problemas adicionales. Muchas de estas variaciones fueron rechazadas, y algunos volvieron a escribir con los ideogramas antiguos, pero otros no pudieron, en especial las publicaciones para gente menos culta, que han tenido que introducir variaciones adicionales para facilitar la lectura. La solución más recurrente ha sido usar las denominadas palabras mazegaki, que mezclan el ideograma original autorizado de la lista tōyō kanji con otra parte escrita en silabario hiragana; por ejemplo, «amigo» (tomodachi) puede escribirse totalmente en ideograma ｢友達｣, pero lo más habitual es hacerlo combinando un kanji con hiragana ｢友だち｣. Otra opción de esa actualización ha sido a través del silabario katakana, que ha permitido la creciente penetración de términos del inglés escritos con esta grafía: por ejemplo, la palabra "ascensor", erebētā, por elevator, se escribe totalmente en katakana ｢エレベーター｣. Además, cada vez es más habitual el uso de grafías occidentales.
En el pasado, un término se reducía con ideogramas. Por ejemplo, en lugar de Universidad de Tokio o Tōkyō Daigaku ｢東京大学｣, era más frecuente escribir Tōdai ｢東大｣, seleccionando dos de los cuatro kanjis. Pero esta práctica de reducir ideogramas está en desuso. En la actualidad, cada vez es más frecuente la simplificación con el alfabeto latino o romāji. La misma Universidad de Tokio ahora se anuncia como UTokyo. Asimismo, el nombre de su televisión estatal (Nippon Hōsō Kyōkai) se puede escribir con todos los ideogramas, ｢日本放送協会｣, pero también con las letras latinas NHK.

## Perspectiva comparada
El proceso de simplificación de los ideogramas ha sido parecido al de otros países de la zona. En lo que respecta al número de trazos de los ideogramas, Taiwán los mantuvo en su totalidad, Japón ha adoptado una actitud intermedia (apenas ha cambiado un grupo de palabras y ha permitido ideogramas antiguos de nombres y de personajes históricos) y la República Popular China ha sido más radical reduciendo trazos y sin admitir excepciones. «Escuela», por ejemplo, se escribe de la forma tradicional en Taiwán, con dieciséis trazos, ｢學｣, mientras que en Japón y la China continental se aligeraron los trazos del radical y quedaron en ocho: ｢学｣. En el caso de la escritura silábica, los cambios más radicales se han dado en Corea del Sur, donde apenas se usan ya ideogramas más allá de los nombres propios.